# Phil Wiggins

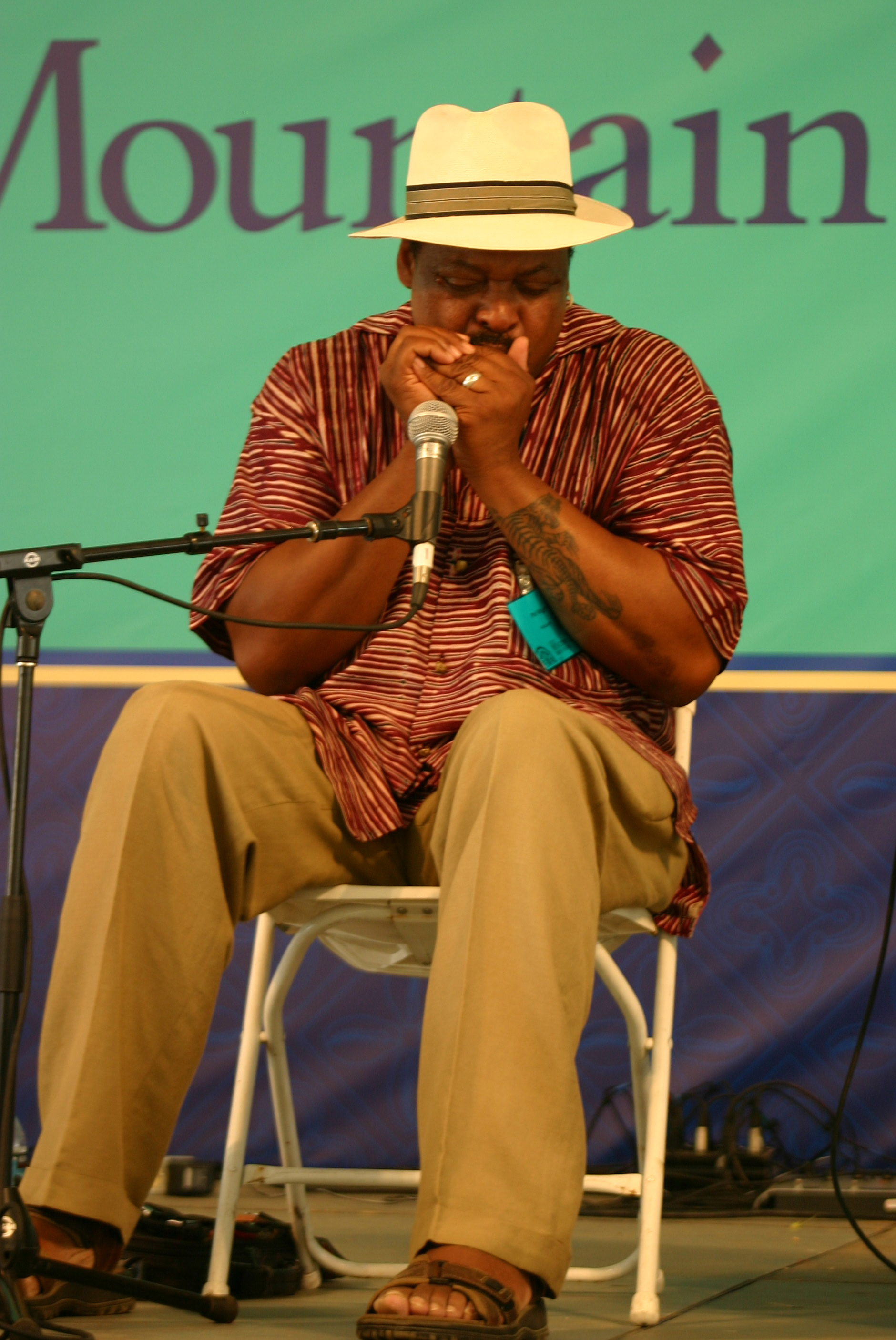
Phil Wiggins

Phil Wiggins (* 8. Mai 1954 in Washington, D.C.; † 7. Mai 2024 in Takoma Park, Maryland) war ein US-amerikanischer Mundharmonikaspieler.

## Biographie
Die Sommer seiner Kindheit verbrachte er oft bei seiner Großmutter in Alabama, bei der er die Kirchenhymnen im traditionellen Call-and-response-Stil kennenlernte. Schon bald faszinierte ihn die Bluesharmonika, und er spielte mit Washingtons wichtigsten Bluesmusikern wie Archie Edwards und John Jackson. Sein Harmonikastil entwickelte sich durch das Hören von Klavier und Trompetenmusik, aber auch durch die Musik von Sonny Terry, Sonny Boy Williamson I., Little Walter, Big Walter Horton und Junior Wells.
1976 traf er John Cephas auf dem Smithsonian’s Festival of American Folklife. Gemeinsam mit dem Pianisten Wilbert „Big Chief“ Ellis und dem Bassisten James Bellamy formierten sie sich als „Barrelhouse Rockers“. Nach Ellis’ Tod bildete sich das Duo Cephas & Wiggins, das den Piedmont Bluesstil auf Konzerten in der ganzen Welt verbreitete. John Cephas starb 2009.
Wiggins starb einen Tag vor seinem 70. Geburtstag in seinem Zuhause in Takoma Park an den Folgen einer Krebserkrankung.

## Instrument
- Hohner Marine Band

## Diskographie (Cephas & Wiggins)
- 1981 Living Country Blues USA Vol. 1 (L+R)
- 1984 Sweet Bitter Blues (Neuauflage-Evidence Records 1994)
- 1985 Let It Roll: Bowling Green (Marimac)
- 1986 Dog Days of August (Flying Fish) W. C. Handy Award
- 1987 Guitar Man (Flying Fish)
- 1988 Walking Blues (Marimac)
- 1992 Flip, Flop & Fly (Flying Fish)
- 1993 Bluesmen (Chesky)
- 1996 Cool Down (Alligator)
- 1999 Homemade (Alligator)
- 2002 Somebody Told the Truth (Alligator) U.S. Blues #6[9]
- 2006 Shoulder to Shoulder (Alligator)
- 2008 Richmond Blues (Smithsonian Folkways)